# ピエーヴェ・ア・ニエーヴォレ
ピエーヴェ・ア・ニエーヴォレ (伊: Pieve a Nievole) は、イタリア共和国トスカーナ州ピストイア県にある、人口約9,100人の基礎自治体（コムーネ）。

## 地理

### 位置・広がり

#### 隣接コムーネ
隣接するコムーネは以下の通り。
- モンスンマーノ・テルメ
- モンテカティーニ・テルメ
- ポンテ・ブッジャネーゼ
- セッラヴァッレ・ピストイエーゼ

### 気候分類・地震分類
ピエーヴェ・ア・ニエーヴォレにおけるイタリアの気候分類 (it) および度日は、zona D, 1708 GGである。
また、イタリアの地震リスク階級 (it) では、zona 3 (sismicità bassa) に分類される。

## 行政

### 分離集落
ピエーヴェ・ア・ニエーヴォレには以下の分離集落（フラツィオーネ）がある。
- Colonna, Empolese-Cantarelle, Gallo, Mezzomiglio, Riani, Vergaiolo-Poggio alla Guardia, Via Nova